# Округ Хенри (Кентаки)
Округ Хенри (енгл. Henry County) је округ у америчкој савезној држави Кентаки.

## Демографија
По попису из 2010. године број становника је 15.416, што је 356 (2,4%) становника више него 2000. године.
| Група             | 2000.          | 2010.          |
| Белци             | 14.034 (93,2%) | 14.272 (92,6%) |
| Афроамериканци    | 497 (3,3%)     | 419 (2,7%)     |
| Азијати           | 52 (0,3%)      | 31 (0,2%)      |
| Хиспаноамериканци | 339 (2,3%)     | 447 (2,9%)     |
| Укупно            | 15.060         | 15.416         |